# Schematiza lycoides
Schematiza lycoides là một loài bọ cánh cứng trong họ Chrysomelidae. Loài này được Guerin miêu tả khoa học năm 1844.